# Tyvijärvi (sjö i Lappland)
Tyvijärvi är en sjö i Finland. Den ligger i kommunen Enare i landskapet Lappland, i den norra delen av landet, 1 000 km norr om huvudstaden Helsingfors. Tyvijärvi ligger 133 meter över havet. Arean är 78,9 hektar och strandlinjen är 8,39 kilometer lång. Sjön  ingår i Pasvik älvs huvudavrinningsområde. 